# Győr látnivalói

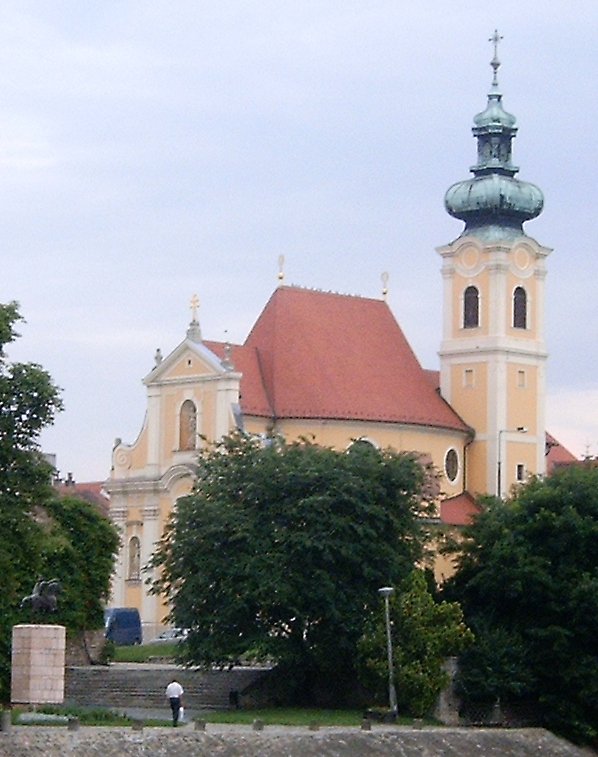
A karmelita templom

Győr városa Budapest és Sopron után a harmadik leggazdagabb magyarországi város a turisztikai látnivalók számát tekintve. A település belvárosának szinte mindegyik épülete műemlék vagy műemlék jellegű.

## Egyházi emlékek

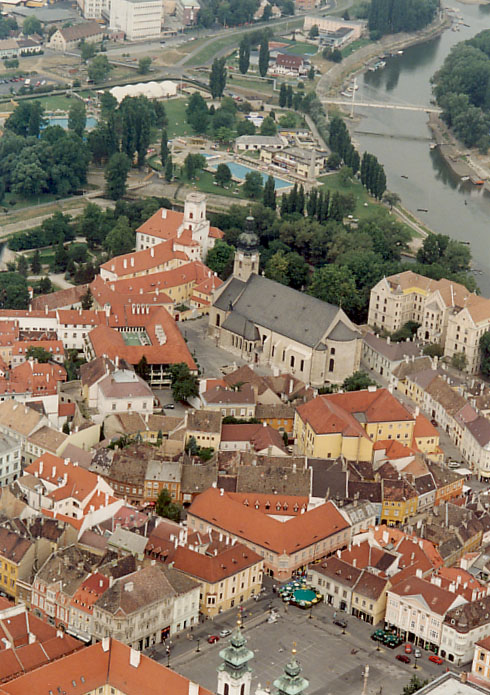
Győr a bazilikával

Az alábbiakban felsorolt műemlékek ma is lüktető, aktív életet élő létesítmények. Többségük Győr hitéletének  fontos intézményei. Rövid belvárosi sétával többségük elérhető illetve megtekinthető. A híresebb épületekről a belvárosi negyed leírásánál található részletesebb információ.
Bazilika
A Győri Püspökséget Szent István király alapította uralkodásának első évtizedében (1000–1009). A győri Bazilika alapjait is az ő ideje alatt rakták le. A források a 11. század végén már háromhajós, emelt szentélyű templomról írnak. Az első tornyok Omodé püspök idejében (1257–1267) épültek. A 14. század végén a templom déli részén Héderváry János püspök (1386–1415) gótikus kápolnát építtetett, ahol ma a Szent László-herma és Boldog Apor Vilmos püspök síremléke is található.
Szent László-herma
A Szent Korona és a Szent Jobb mellett Magyarország legjelentősebb szakrális emléke. 1192-ben, Szent László szentté avatásakor a nagyváradi sírból kiemelték a csontereklyéket, s a szent király koponyáját előbb egy egyszerű ereklyetartóba, majd a hermába helyezték el, és a nagyváradi székesegyházban őrizték. A herma sodronyzománcos mellrésze a később európaszerte elterjedt díszes zománctechnika első ismert emléke.
Boldog Apor Vilmos püspök síremléke
Báró Apor Vilmos 1892. február 29-én született székely főnemesi családból, 1915-ben szentelték pappá. Előbb káplán, majd katonalelkész, 1918-tól plébános Gyulán. Szociálisan nagyon érzékeny lelkipásztor. 1941. március 2-án győri püspökké nevezték ki. A II. világháború alatt fellépett az erőszak és üldöztetések ellen. 1945. április 2-án a Püspökvárba menekült asszonyok és lányok védelmezése közben orosz katonák lelőtték.
Könnyező Szűzanya-kép
Az Írországból, Walter Lynch ír püspök által 1655-ben Győrbe menekített kép 1697. március 17-én, Szent Patrik ír védőszent ünnepén vérrel könnyezett. A kegyképnek 1767-ben gróf Zichy Ferenc püspök emeltetett gyönyörű barokk oltárt.
Püspökvár és püspöki palota

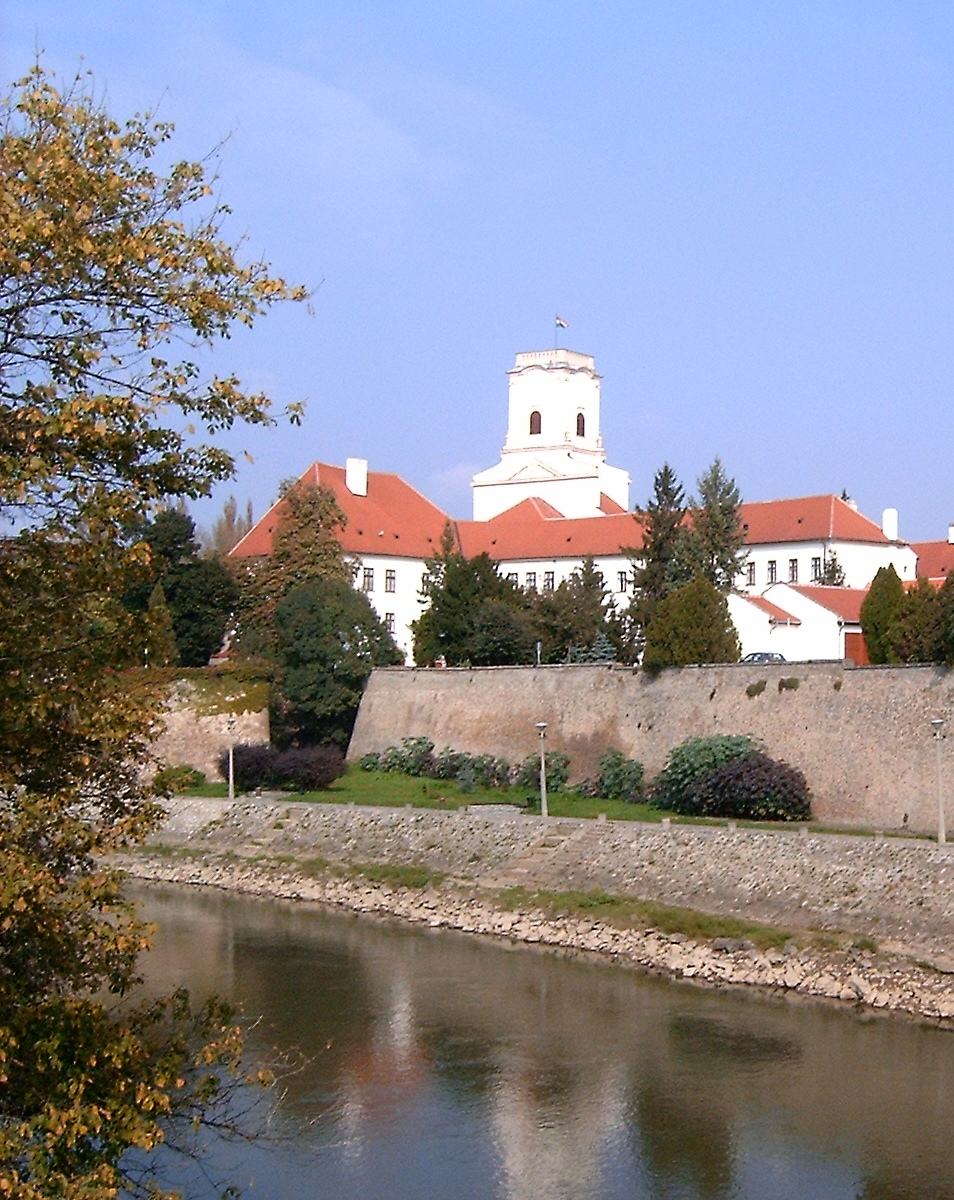
A Püspökvár látképe a Radó-szigetről

A vár alapjaiban római építések nyomait találták meg. A legrégebbi része a toronyvár alsó fele, a 14. századból származó úgynevezett menekülő folyosó, valamint az ahhoz kapcsolódó keresztboltozatos helyiség. A vártorony keleti sarkához illesztett, Dóczi Orbán püspök által 1481-86-ban gótikus stílusban építtetett kápolna az emeletes várkápolnák egy ritka példánya. A mohácsi vész után (1526) a vár a várkapitányok kezébe került. A fenyegető török veszély miatt folyamatosan megerősítéseket végeztek rajta. A legnagyobb átalakítás 1561–1575 között az itáliai Pietro Ferrabosco tervei alapján történt. Ennek ellenére a várat a törökök 1594. szeptember 29-én elfoglalták. Négy év múlva, 1598. március 28-án azonban ismét magyar kézre került, de a püspökök csak a 18. század közepén költözhettek vissza székhelyükre. Zichy Ferenc püspök (1743–1783) restauráltatta és a mai formájára bővítette az épületet. A vár és a palota utolsó felújítása 1984-ben fejeződött be. A felújítás során a torony falán előkerültek a középkori toronyhomlokzat részletei, amelyeket szintén restauráltak. 2004 júniusában állandó kiállítás nyílt Apor Vilmos püspökről.
Győri egyházmegyei kincstár, könyvtár és kőtár
A kincstár jellegében liturgikus tárgyakból áll: az ajándékozó püspökök, főurak a saját koruk stílusának megfelelő értékes ötvösremekeket, textilgarnitúrákat adományoztak az egyháznak. A 15–16. századból elsősorban magyar munkák, a 18. századtól egészen a múlt század elejéig az erős osztrák kapcsolatok miatt többnyire bécsi darabok kerültek a gyűjteménybe. A legnagyobb adományozók Zichy Ferenc, Simor János és Zalka János püspökök voltak. Rendkívül értékes a kincstár gótikus kelyhekből álló gyűjteménye, melynek legkorábbi darabja a 15. század elejéről származik. A sodronyzománcos és filigrándíszes kelyhek a Mátyás-kori művészet gyönyörű emlékei. A 17. század végén készült a kincstár egyik legszebb úrmutatója, melyet 1701-ben ajándékozott a Székesegyháznak Keresztély Ágost püspök. A győri kincstár textilemlékei a 15–16. századból származnak, egykor a templomi felszerelésekhez tartoztak vagy a liturgikus papi öltözékek darabjai voltak.
A muzeális könyvtár két értékes régi bibliotéka egyesítésével jött létre: az egykori Papnevelő Intézet és a Székesegyház régi könyvállományát tartalmazza. A Győri Egyházmegyei Kincs-tár és Könyvtár ma mintegy 67 ezer kötet könyvet, 190 ősnyomtatványt és 362 darab 1850 előtt készült kéziratot őriz. A legértékesebb könyv a Hunyadi Mátyás könyvtárából származó Korvina, illetve a Nagyváradról Győrbe került legnagyobb magyarországi kódex, a Zalka-antifonálé.
A kőtárban középkori, újkori kövek, kőmaradványok láthatók a győri Püspökvárból és a Székesegyházból. Kiemelkedő műtárgyak: Anjou-címer (14. sz.), keresztelő medence töredéke (13. sz.), gótikus mérműves ablak (15. sz.), püspöki címerek (16–18. sz.). A kisteremben Lebó Ferenc szobrászművész kiállítása tekinthető meg.
Loyolai Szent Ignác bencés templom
A Győrött 1627-ben letelepedett jezsuiták első temploma 1634–1641 között épült Baccio del Bianco tervei szerint, a római Il Gesù templom mintájára. A rendház és az iskola is állt már 1667-ben. A két torony 18. századi. A jezsuita rend feloszlatása után a bencések lettek az épületegyüttes tulajdonosai (1802). A templom belseje kora barokk stílusú. A hajó díszítése a 18. század derekán született: a főoltárképet (Szent Ignác megdicsőülése), a szentély és a hajó mennyezetképeit (Szent Ignác mennybevitele és Angyali üdvözlet) Paul Troger, a bécsi barokk festészet legjelesebb művésze alkotta. A gyönyörű barokk szószéket 1749-ben Gode Lajos készítette, az orgonaszekrény 1755-ből származik.
A templom mellett áll a bencés rendház, melyben a Széchényi Patikamúzeum működik.
Karmelita templom
Győrött a karmeliták 1697-ben telepedtek le. Templomuk a rendbeli Athanasius Wittwer laikus testvér tervei szerint épült 1721–1725 között. A kolostor 1732-re készült el. Az épület olaszos karakterű főhomlokzata mögött ellipszis alakú, kupolával fedett hajó és négyzetes szentély húzódik meg. A Szűz Mária előtt hódoló Szent Istvánt és Szent Imrét ábrázoló főoltárkép Mario Altomonte műve. Az épületegyüttes híres Loretói-kápolnájában 1717-ben készült „Fekete Mária” szobor áll.
Görögkatolikus (rác) templom
A mai épület helyén már 1703-ban állott a török időkben épített templom, amelyet 1727-ben átépítettek. Ekkor készült a fallal kerített, támpillérekkel erősített egyszerű templom tornya és formás hagymasisakja és a belső, nagy művészi értékű ikonosztázionja. Az ikonosztáz a berendezéssel együtt késő barokk alkotás, amelyben az ortodox kifejezésmód sajátosan keveredik a korabeli közép- és nyugat-európai stílus jegyeivel.
Evangélikus Öregtemplom
A templom a Rába-part felől jól áttekinthető kellemes arányaival és finom homlokzataival tűnik ki. 1783 és 1785 között építették, zárt udvarban és torony nélkül. A belsőkarzatos teremtemplom legfőbb dísze faragott késő barokk szószékoltára, benne Orlai Petrich Soma festményével. Az ajtó feletti latin felirat II. Józsefet dicsőíti. A templom egyik ékessége az oltár előtt álló, 1817-ben készült, vörös színű homokkőből faragott keresztelőkút, harang formájú fedelén Jézus megkeresztelését ábrázoló kis öntött szoborcsoporttal.
Református templom
A késő historizáló, neogót stílusú templom 1905-ben épült Csányi Károly tervei alapján. A saroktorony tűhegyes sisakját már messziről észrevenni. A templom belső kialakítása egységes hatású, a monumentális csarnokteret gótikus díszek gazdagítják. A templom figyelemre méltó kegytárgyakkal rendelkezik a 17–18. századból.
Zsinagóga

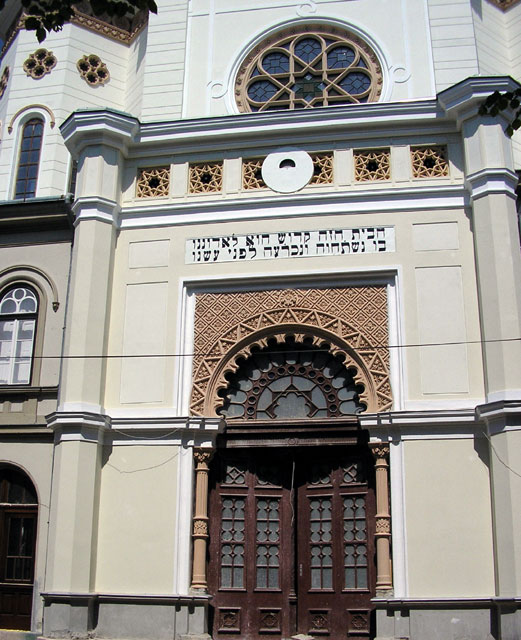
A zsinagóga

A neoromán stílusú, nyolcszög alaprajzú zsinagógát a neológ izraelita egyházközség 1868–1870 között építtette. Az Újvárosban, a Kossuth Lajos utca 5. szám alatt (Petőfi tér) található. Jelen állapotában is lenyűgöző a templom körerkélyekkel gazdagított, kupolával fedett belső tere. A késő historizmus idején számos jelentős európai zsinagóga építéséhez szolgált például. A részben helyreállított épület 1990 óta kulturális rendezvények helyszínéül szolgál. Ma konferencia- és kulturális központ.
Mária-oszlop
Az emlékművet Kollonich Lipót győri püspök emeltette 1686-ban Buda töröktől való visszafoglalása emlékére. A négy magas barokk szobor Szent Istvánt, Keresztelő Szent Jánost, Páduai Szent Antalt és Ausztria védőszentjét, Szent Lipótot mintázza. Szűz Mária, Magyarország védasszonya füzéres és angyalfejes magas oszlopon áll, fején a magyar koronával, jobbjában a gyermek Jézussal.
Frigyláda-szobor
A Gutenberg téren áll a győri barokk egyik legszebb emléke, a Frigyláda-szobor. 1729-ben egy bigámiával, hamis névhasználattal és szökéssel gyanúsított katona az akkori jezsuita kolostorba menekült. A katonák körbevették a kolostort. A blokád megszüntetése érdekében a püspök a menekültet megpróbálta a püspökvárba átmenteni. Az úrnapi körmeneten ministránsnak öltöztetett katonát társai felismerték és a körmenetre rontott a fegyveres katonaság. A dulakodás közben kiesett a pap kezéből a monstrancia és eltörött. Az emlékművet 1731-ben emeltette III. Károly király az oltári szentségen esett sérelem kiengesztelésére.
Kálvária
A domb valaha kelták, később a rómaiak temetője. Itt épült a 12–13. században a Szent Adalbertről elnevezett prépostság temploma, amely a 16. században a török portyázások idején elpusztult. A 17. században a katonai hatóság vesztőhelyet állított fel ezen a helyen. A 18. század elején a jezsuiták építették meg a Kálváriát. A dombra széles kőlépcső vezet fel a megfeszített Krisztus és a két lator keresztjéhez. A Golgota lábánál Athanasius Wittwer által tervezett barokk kápolnák állnak. A Kálvária utca mentén sorakozó, Jézus szenvedéseit megjelenítő hét stáció 1722-ben készült el.

## Világi emlékek

### Győr a „sarokerkélyek városa”
A történelmi belváros egyik legjellemzőbb építészeti vonása ugyanis az utcasarkokon elhelyezett zárt sarokerkély. A barokk korban jöttek létre ezen sarokerkélyes lakóházak. A 19. század végén és a huszadik század elején a belváros külső részein és a külvárosokban is megjelentek a sarokerkélyes épületek.

### Győr történelmi belvárosának jelentősebb palotái, műemléki lakóházai

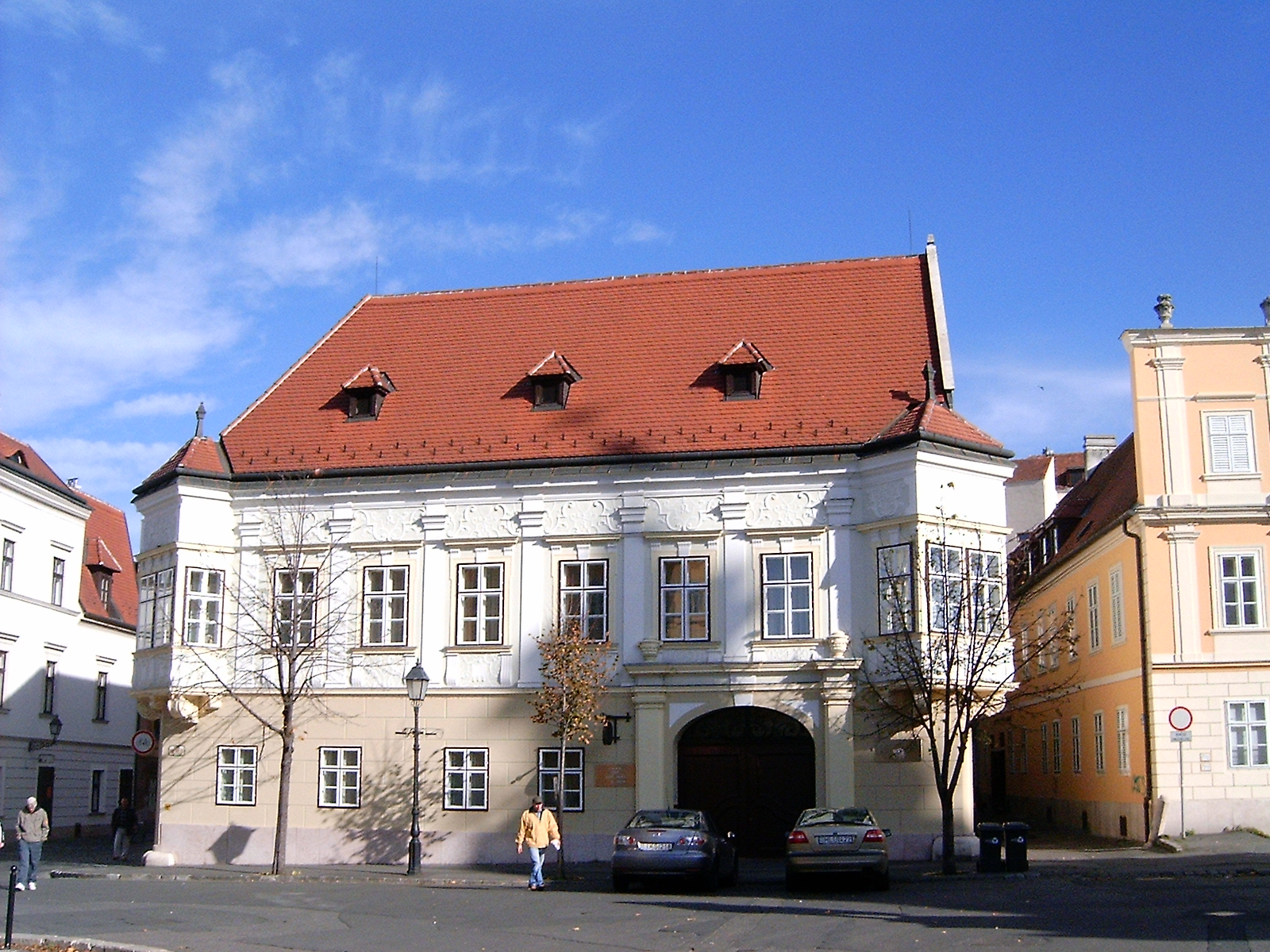
A két sarokerkélyes Altabak-ház a Bécsi kapu téren

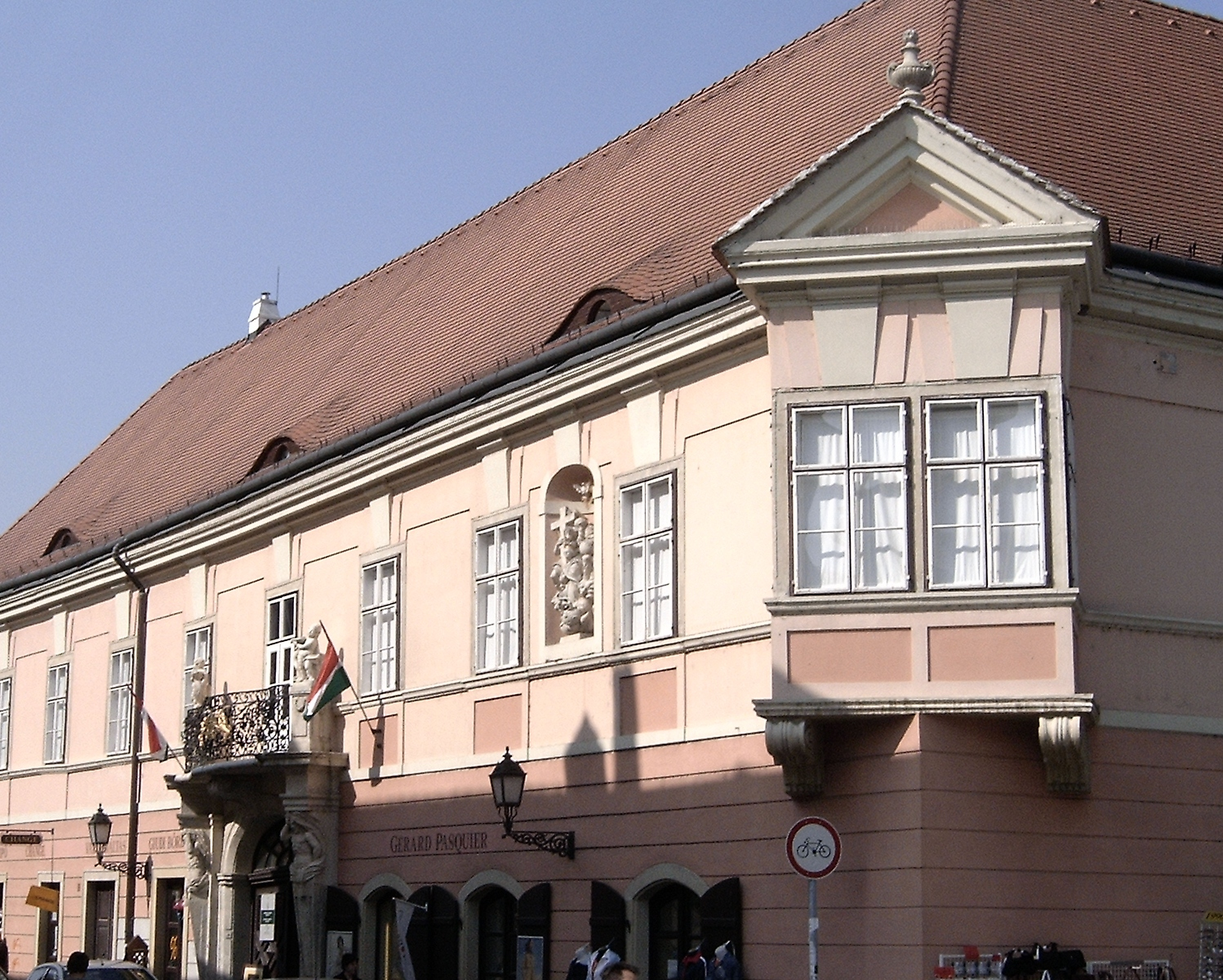
Az Esterházy-palota

- Altabak-ház: a Bécsi kapu téren álló két sarokerkéllyel díszített lakóház 16. századi eredetű, a város egyik legrégibb lakóépülete, a kora barokk polgári építészet egyik legszebb győri példája
- Ott-ház: a 18. századi palota kétemeletes homlokzata megtévesztő, a második emeleti rész ugyanis hamis, a tulajdonképpeni felmagasított attika mögött csupán padlástér található, az így kapott nagy falfelület szerencsés, művészi megoldásban fejezi ki a barokk kor pompakedvelését
- Napóleon-ház: a kétemeletes copf palota nevezetessége, hogy az 1809-es győri csata után itt töltött egy éjszakát Napóleon.
- Egykori Fekete Sas Fogadó: kétemeletes barokk épület, a Győrre oly jellemző sarokerkéllyel
- Esterházy-palota: az egyemeletes, sarokerkélyes barokk palota ma a Városi Művészeti Múzeum otthona
- Vastuskós-ház: kétemeletes kora barokk épület, nevét a sarokerkély alatti vasszögekkel kivert fatörzsről kapta, ma az épületben tekinthető meg a Patkó Imre Gyűjtemény
- Apátúr-ház: a győri polgári barokk építészet legszebb alkotása, a zárt erkélyes palota Magyarország legrégibb vidéki múzeumának a Xántus János Múzeumnak az otthona
- Rozália-ház: a festői hatású, barokk stílusú, manzárdtetős épület nevét az erkélyén látható stukkóból mintázott Rozália alakról kapta
- Zichy-palota: az egyemeletes barokk palota szép sarokerkélye, árkádos udvara és díszes barokk berendezése különösen figyelemre méltó
- Curia Nobilitaris: a 16. századi kora barokk, toszkán oszlopos loggiás udvarral rendelkező sarokerkélyes lakóház pincéjében született Kossuth Lajos felesége, Meszlényi Terézia
- Régi Városháza: a lekerekített sarkú egyemeletes barokk épület szép zárerkélye felett Győr kőből faragott barokk címere látható, az épület ma a Városi Levéltár otthona
- Magyar Ispita: a XVII. századi épület két piciny udvara a késő reneszánsz legszebb győri emléke, ma itt tekinthető meg a Váczy Péter Gyűjtemény
- Káptalani zenészek háza: a kétemeletes copf palota helyén állt az első ismert győri városháza
- Fejérváry-ház: Győr legszebb késő reneszánsz lakóháza
- Kreszta-ház: a bástyasterűen kiképzett középkori eredetű épület különös formája miatt a győri városkép egyik jellegzetessége, az épület ad otthont a Kovács Margit Gyűjteménynek
- Torkos-palota: 17. századi kora barokk palota késő reneszánsz toszkán oszlopos udvarral
- Fruhmann-ház - Cserépkályha-történeti kiállítás[2]

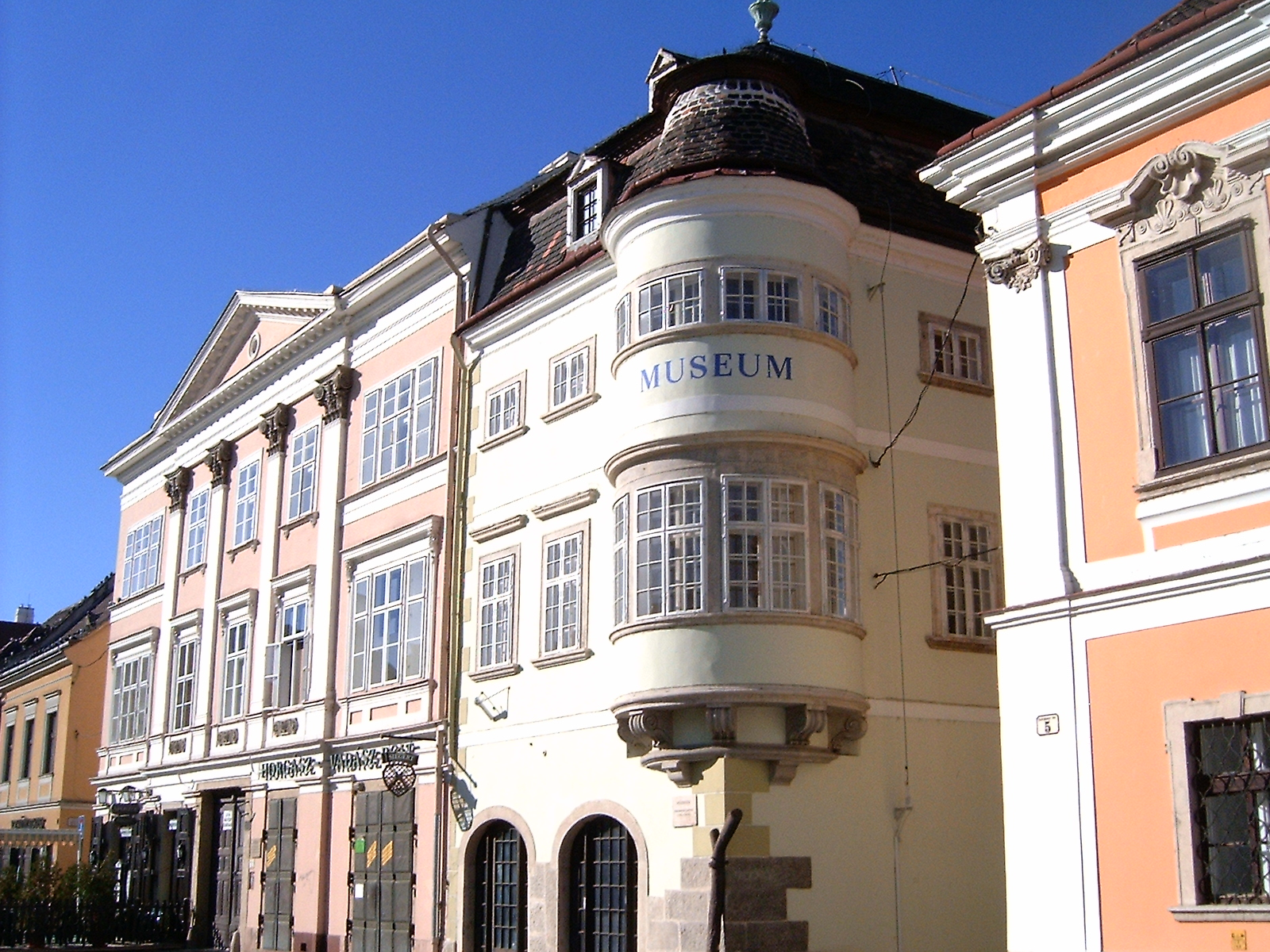
A Vastuskós-ház sarokerkélye
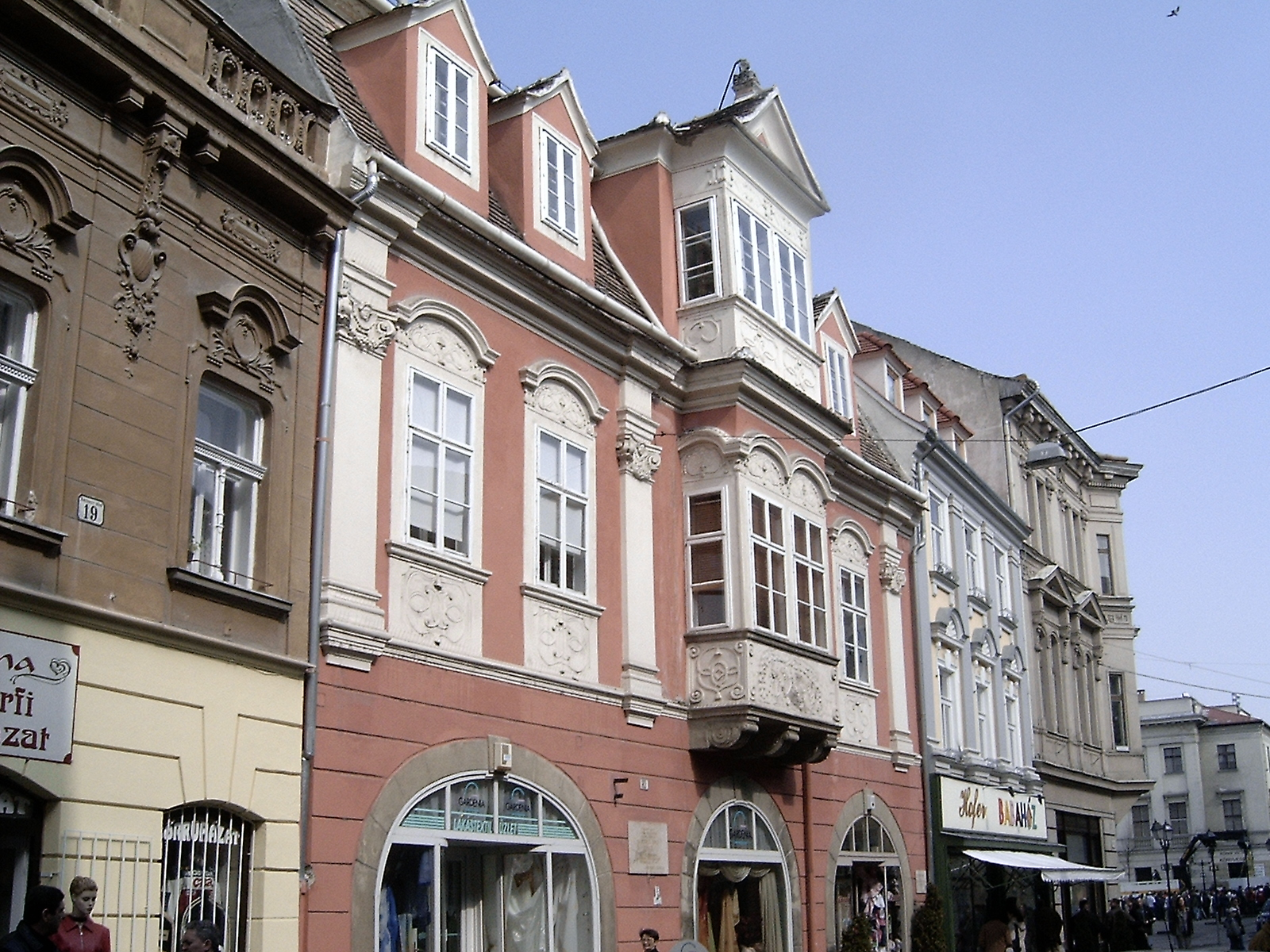
A Rozália-ház
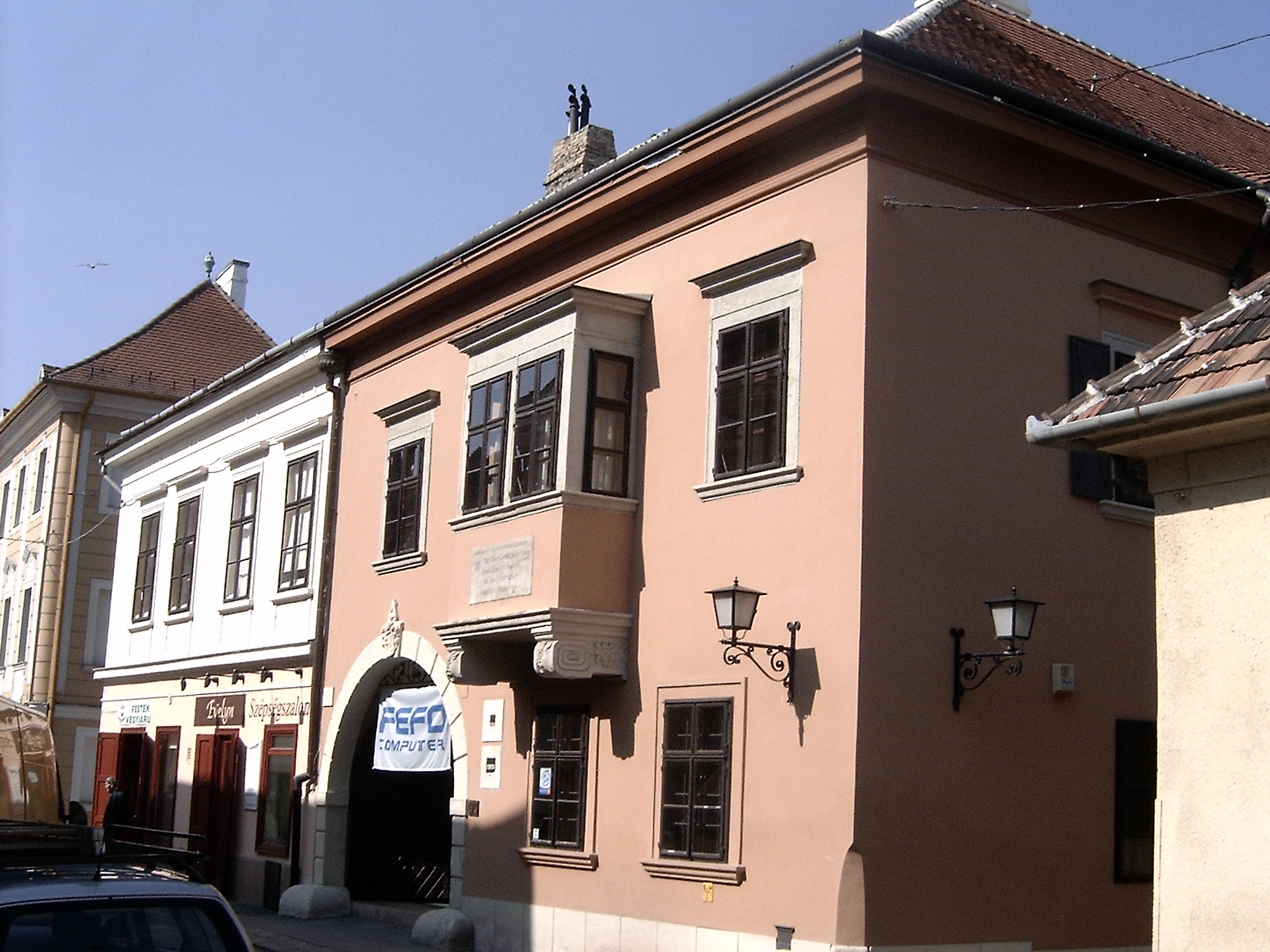
A Fejérváry-ház
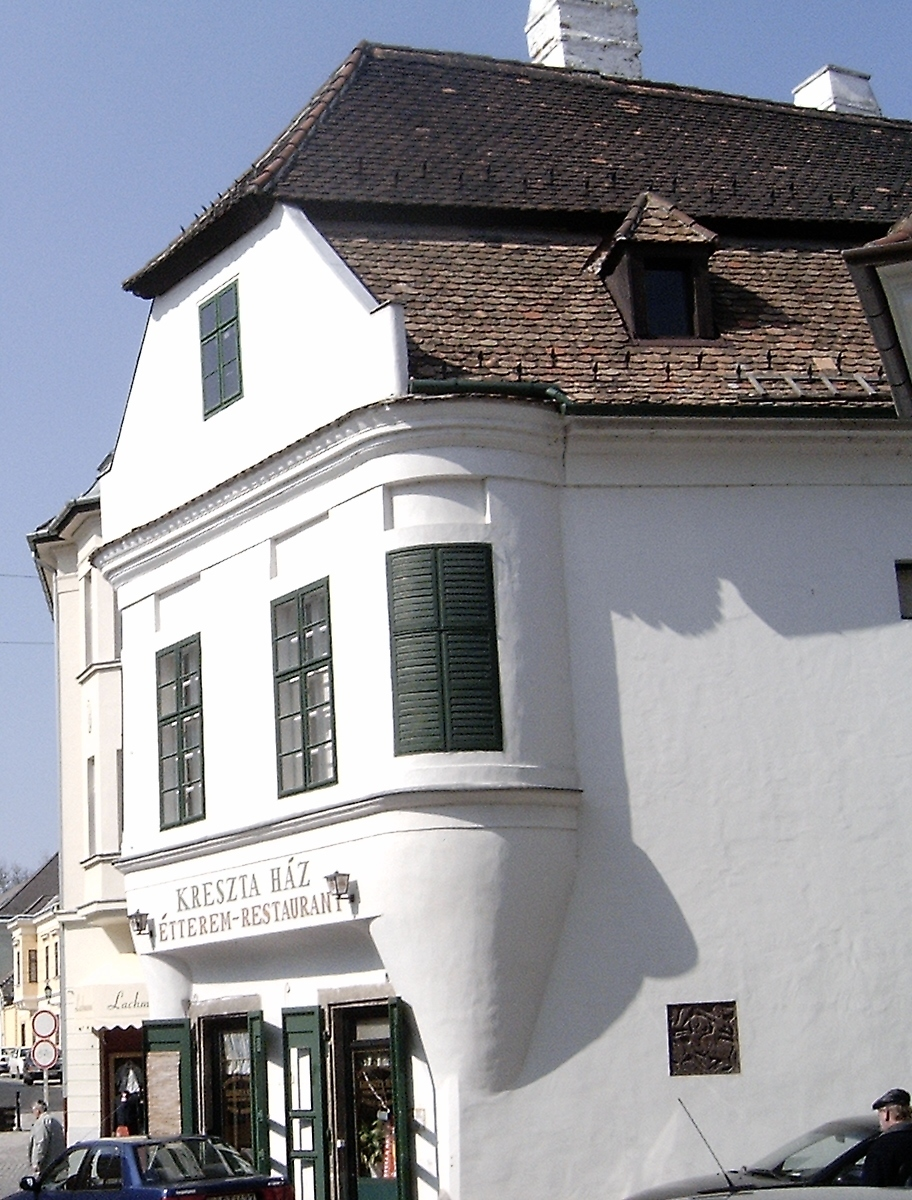
Kreszta-ház

### Avárosháza
A város legjellegzetesebb, városképileg egyik legjelentősebb épülete a Városháza Hübner Jenő tervei alapján 1896-98 közt épült.Tornya a Baross úton állt egykori tűztorony mintájára készült.

### Győri Nemzeti Színház
Győr legjelentősebb modern épülete az 1978-ban épült monumentális, szoborszerűen megformált Győri Nemzeti Színház. A színház északi és déli homlokzatát Victor Vasarely op-art alkotásai díszítik.

## Természeti értékek

### Xántus János Állatkert
Az állatkert Gyárváros városrészben, a Kiskút-ligetben található.

### Püspökerdő
A város nyugati részén elterülő parkerdő Győr tüdeje, kellemes sétákat tehetünk itt, sátorozásra is alkalmas, kisebb gyerekeknek is szórakozást nyújt a játszótér.

## Múzeumok

### Babakiállítás
A Babakiállítás állandó kiállítás a Zichy-palotában. A Zichy-palota a győri barokk rendezvények központja illetve szervezője. A Németországban élő Wiedra Berzsenyi Monika magyar babakészítő ajándékozta a 73 babát és a kellékeiből álló gyűjteményét 1999-ben Győr városának. A Zichy-palota földszinti kiállítótermében kaptak helyet. A babákon keresztül bemutatásra kerül a divat története a régmúlt időktől kezdve, napjainkig. Kedves életképeken elevenedik meg a 19-20. század fordulójának hangulata.